# James Hurst (Footballspieler)
James Hurst (* 17. Dezember 1991 in Danville, Indiana) ist ein ehemaliger US-amerikanischer American-Football-Spieler in der National Football League (NFL). Er spielte für die New Orleans Saints und die Baltimore Ravens als Offensive Tackle.

## College
Hurst besuchte die University of North Carolina at Chapel Hill und spielte für deren Team, die Tar Heels, von 2010 bis 2013 erfolgreich College Football. Er bestritt insgesamt 50 Partien, alle als Left Tackle.

## NFL

### Baltimore Ravens
Beim NFL Draft 2014 fand er keine Berücksichtigung, wurde aber wenig später von den Baltimore Ravens als Free Agent verpflichtet. Durch seine guten Leistungen in der Vorbereitung schaffte er es nicht nur ins Team, er kam in allen 16 Spielen seiner Rookie-Saison zum Einsatz, fünf Mal sogar als Starter. In den folgenden Spielzeiten wurde er je nach Bedarf sowohl als linker Tackle, rechter und vor allem als linker Guard eingesetzt. Auf dieser Position stand er 2017 bei allen 1085 Offensive-Spielzügen der Ravens auf dem Feld. 2018 und 2019 allerdings erhielt er zunehmend weniger Spielzeit.
Im Februar 2020 wurde Hurst wegen eines nicht näher bezeichneten Dopingvergehens für die ersten vier Spiele der kommenden Saison gesperrt. Einen Monat später entließen ihn die Ravens, die so in Hinsicht auf die Salary Cap Geld einsparen konnten.

### New Orleans Saints
Im Mai 2020 wurde Hurst von den New Orleans Saints unter Vertrag genommen. Nach Verbüßung seiner Strafe wurde er in allen verbliebenen Spielen der Saison 2020 aufgeboten.
Im März 2021 unterschrieb er einen neuen Dreijahresvertrag in der Höhe von 9 Millionen US-Dollar, der sich durch leistungsbezogene Boni auf 13,5 Millionen erhöhen kann. Die Garantiesumme beläuft sich auf 5 Millionen.
Im April 2024 gab Hurst nach zehn Saisons in der NFL sein Karriereende bekannt.